# Marianne Plehn
Marianne Plehn, född 30 oktober 1865, död 18 januari 1946, var en tysk zoolog och fiskeribiolog.
Plehn blev filosofie doktor 1895 och assistent hos Bruno Hofer vid fiskeriförsöksanstalten i München och kom under dennes ledning in på studiet av fisksjukdomarna, över vilka Plehn utgav ett stort antal avhandlingar och den värdefulla översikten Praktikum der Fischkrankheiten (1924). Hon blev titulärprofessor 1914.	